# Barilius evezardi
Barilius evezardi är en fiskart som beskrevs av Francis Day 1872. Barilius evezardi ingår i släktet Barilius och familjen karpfiskar. IUCN kategoriserar arten globalt som otillräckligt studerad. Inga underarter finns listade.